# Arnold Rösli
Arnold Rösli (n. 7 august 1879) este un trăgător de tir ce a reprezentat Elveția, medaliat olimpic. A participat la o ediție a Jocurilor Olimpice (1920) în care a câștigat o medalie de bronz.